# Монтгомери-Массингберд, Арчибальд
Сэр Арчибальд Армар Монтгомери-Массингберд (англ. Sir Archibald Armar Montgomery-Massingberd; 6 декабря 1871 — 13 октября 1947) — британский военачальник, фельдмаршал (1935).

## Биография
Из старинного аристократического рода. Окончил частную привилегированную школу Чартерхаус и Королевскую военную академию в Вулвиче.

## Начало военной службы
С 1891 года служил в Королевской полевой артиллерии. Участвовал в второй англо-бурской войне. С 1904 года — адъютант батареи. В 1907 году окончил штабной колледж в Кэмберли. С 1907 года служил инспектором в штабе Королевской конной и Королевской полевой артиллерии. С 1908 года — офицер в штабе Алдершотского военного лагеря. С 1909 года преподавал в штабном колледже Индийской Армии в Кветте, с 1912 года — в штабном колледже в Кэмберли.

## Первая мировая война
Всю Первую мировую войну провёл на штабных должностях во Франции. С началом войны назначен офицером Генерального штаба в Британских Экспедиционных Силах, но вскоре стал начальником штаба 4-й пехотной дивизии. С 1915 года — начальник штаба 4-го армейского корпуса, с 1916 года — начальник штаба 4-й британской армии.

## Послевоенное время
С 1919 года — начальник штаба британских оккупационных войск в Германии в Рейнской зоне. С 1920 года — заместитель начальника Генерального штаба Индийской Армии. С 1922 года командовал 53-й Уэльской дивизией в Территориальной Армии, с 1923 года командовал 1-й пехотной дивизии Британской Армии. С 1926 года находился без нового назначения.
С 1928 года — командующий Южным командованием на территории метрополии. С 1931 года — генерал-адъютант Его Величества. С 1933 года назначен начальником Имперского Генерального штаба. 7 июня 1935 года произведён в фельдмаршалы. В 1936 году уволен в отставку. В последние годы жил в родовых роскошных поместьях.
О деятельности Монтгомери-Массингберда во главе британской армии большинство британских историков и военных отзываются негативно. В вину ему ставят отрицание необходимости развития бронетанковых сил и прекращение изучения опыта Первой мировой войны. Оценивает его роль в своих мемуарах и Бернард Монтгомери:
«…Монтгомери-Массингберд, занимавший этот пост в самое важное для армейского строительства время, с 1933 по 1936 год. Его назначение, с моей точки зрения, было серьёзной ошибкой, при нем армия напоминала корабль без руля и ветрил».

## Воинские звания
- 1891 — второй лейтенант
- 1894 — лейтенант
- 1900 — капитан
- 1909 — майор
- 1914 — подполковник (лейтенант-полковник)
- 1914 — полковник
- 1915 — бригадный генерал
- 1916 — генерал-майор
- 1926 — генерал-лейтенант
- 1930 — генерал
- 1935 — фельдмаршал

## Награды
- Рыцарь Большого Креста ордена Бани (GCB)
- Рыцарь Большого Креста Королевского Викторианского ордена (GCVO)
- Рыцарь-командор ордена Святого Михаила и Святого Георгия (KCMG)